# Arrondissement judiciaire de Luxembourg
Pour les articles homonymes, voir Luxembourg (homonymie).
Ne doit pas être confondu avec Arrondissement judiciaire du Luxembourg.
L'arrondissement judiciaire de Luxembourg est un des deux arrondissements judiciaires du Luxembourg, sur lequel est compétent le tribunal d'arrondissement situé dans la ville de Luxembourg.

## Organisation territoriale
L'arrondissement judiciaire de Luxembourg est composé des cantons situés au sud du Grand-Duché, à savoir les cantons de Capellen, Esch-sur-Alzette, Grevenmacher, Luxembourg, Mersch et Remich.

### Justice de paix
L'arrondissement compte deux justices de paix, celles de Luxembourg et d'Esch-sur-Alzette.

### Cantons et communes
L'arrondissement judiciaire de Luxembourg est constitué au 1er septembre 2023 de 6 cantons et de 59 communes, dépendant des justices de paix de Luxembourg et d'Esch-sur-Alzette :
| - Canton de Capellen : - Justice de paix de Luxembourg - Garnich - Habscht - Kehlen - Koerich - Kopstal - Mamer - Steinfort - Justice de paix d'Esch-sur-Alzette - Dippach - Käerjeng | - Canton d'Esch-sur-Alzette - Justice de paix d'Esch-sur-Alzette - Bettembourg - Differdange - Dudelange - Esch-sur-Alzette - Frisange - Kayl - Leudelange - Mondercange - Pétange - Reckange-sur-Mess - Roeser - Rumelange - Sanem - Schifflange | - Canton de Grevenmacher : - Justice de paix de Luxembourg - Betzdorf - Biwer - Flaxweiler - Grevenmacher - Junglinster - Manternach - Mertert - Wormeldange | - Canton de Luxembourg - Justice de paix de Luxembourg - Bertrange - Contern - Hesperange - Luxembourg - Niederanven - Sandweiler - Schuttrange - Steinsel - Strassen - Walferdange - Weiler-la-Tour | - Canton de Mersch - Justice de paix de Luxembourg - Bissen - Colmar-Berg - Fischbach - Heffingen - Helperknapp - Larochette - Lintgen - Lorentzweiler - Mersch - Nommern | - Canton de Remich : - Justice de paix de Luxembourg - Bous-Waldbredimus - Dalheim - Lenningen - Mondorf-les-Bains - Remich - Schengen - Stadtbredimus |